# Isla Damas (Costa Rica)
Isla Damas es una isla marítimo - fluvial de aproximadamente 600 hectáreas (6 km²) ubicada en la costa central del  Océano Pacífico de Costa Rica. específicamente en las cercanías de la localidad de Quepos, Provincia de Puntarenas. 
El límite sureste de la isla la define la desembocadura del río Paquita, mientras al norte el estero de Damas la separa parcialmente del litoral costero. 
Es especialmente conocida por sus estuarios llenos de manglares. La fauna en la isla incluyen monos cara blanca, perezosos, iguanas verdes, cocodrilos, caimanes, boas, mapaches comedores de cangrejos y el oso hormiguero sedoso, así como los cangrejos y numerosas especies de aves. Excursiones en kayak y barco a través de los estuarios de la isla son populares entre los turistas que permanecen en Quepos, en el parque nacional Manuel Antonio y ocasionalmente en el área de Jacó.

## Galería

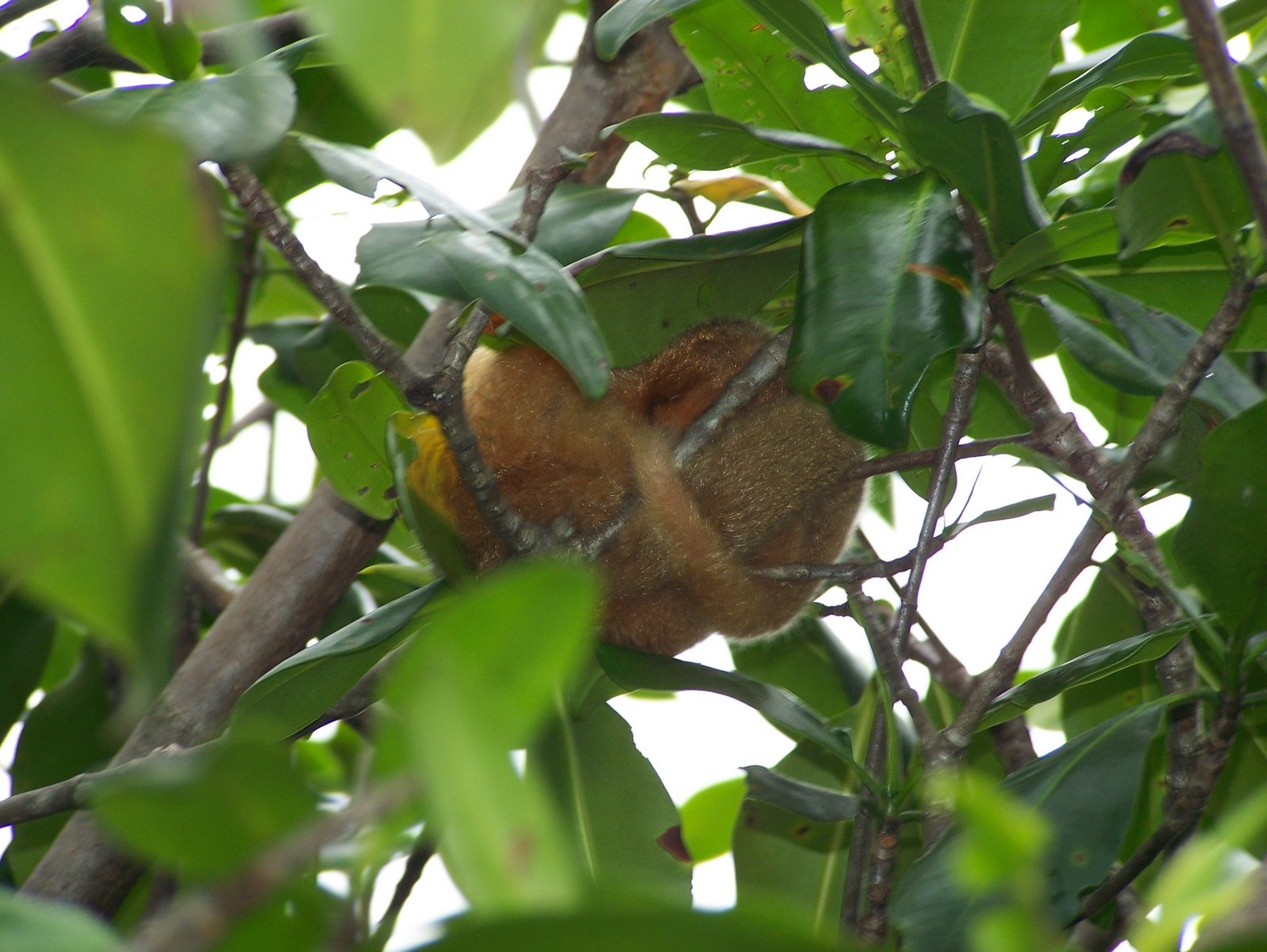
Oso perezoso en Isla Damas
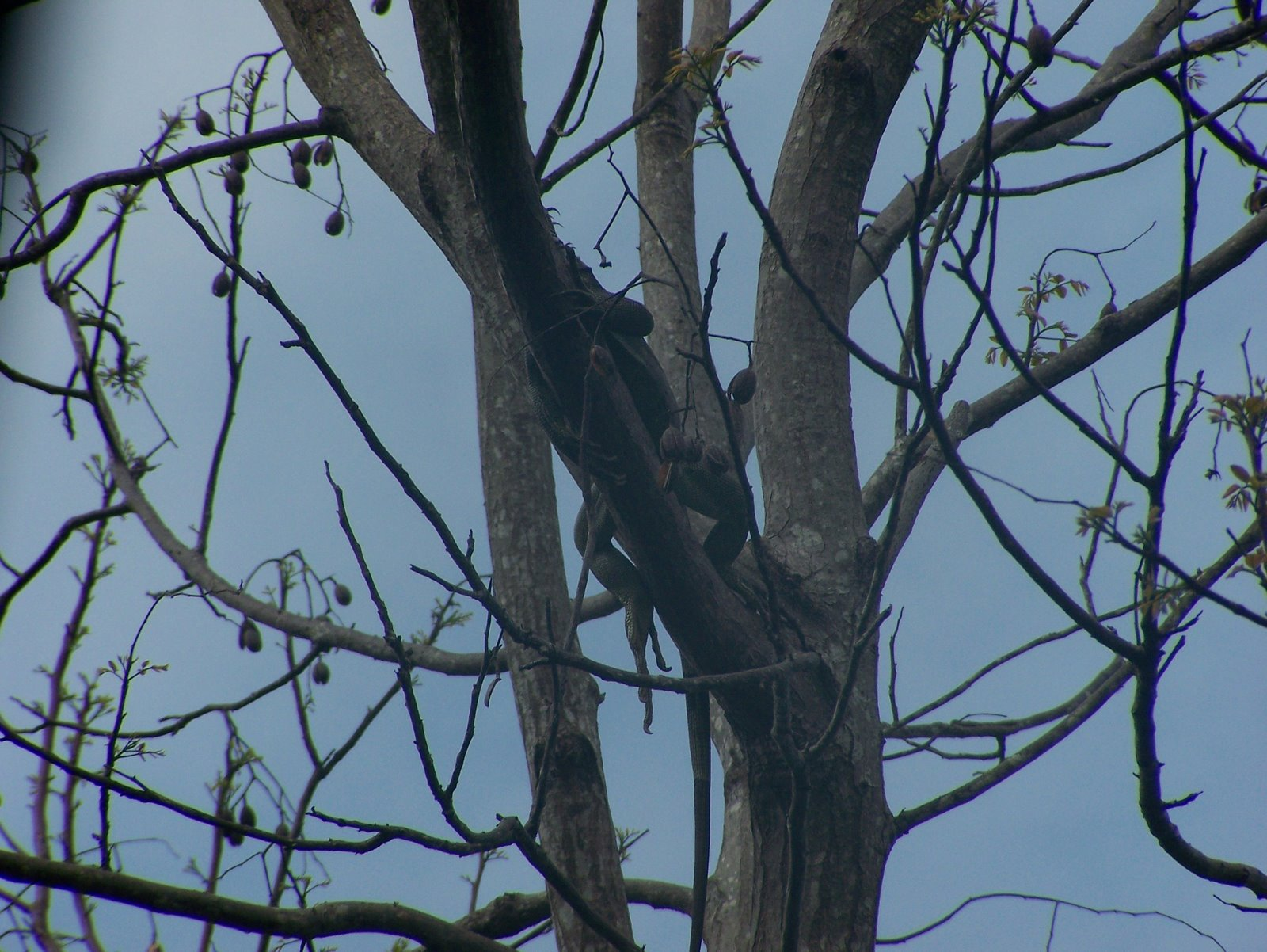
Iguana verde en Isla Damas